# Souk
Pour les articles homonymes, voir Souk (homonymie).
 (novembre 2020).
Si vous disposez d'ouvrages ou d'articles de référence ou si vous connaissez des sites web de qualité traitant du thème abordé ici, merci de compléter l'article en donnant les références utiles à sa vérifiabilité et en les liant à la section « Notes et références ».
 (août 2023).
La mise en forme du texte ne suit pas les recommandations de Wikipédia : il faut le « wikifier ».
Les points d'amélioration suivants sont les cas les plus fréquents. Le détail des points à revoir est peut-être précisé sur la page de discussion.
- Les titres sont pré-formatés par le logiciel. Ils ne sont ni en capitales, ni en gras.
- Le texte ne doit pas être écrit en capitales (les noms de famille non plus), ni en gras, ni en italique, ni en « petit »…
- Le gras n'est utilisé que pour surligner le titre de l'article dans l'introduction, une seule fois.
- L'italique est rarement utilisé : mots en langue étrangère, titres d'œuvres, noms de bateaux, etc.
- Les citations ne sont pas en italique mais en corps de texte normal. Elles sont entourées par des guillemets français : « et ».
- Les listes à puces sont à éviter, des paragraphes rédigés étant largement préférés. Les tableaux sont à réserver à la présentation de données structurées (résultats, etc.).
- Les appels de note de bas de page (petits chiffres en exposant, introduits par l'outil «  Source ») sont à placer entre la fin de phrase et le point final[comme ça].
- Les liens internes (vers d'autres articles de Wikipédia) sont à choisir avec parcimonie. Créez des liens vers des articles approfondissant le sujet. Les termes génériques sans rapport avec le sujet sont à éviter, ainsi que les répétitions de liens vers un même terme.
- Les liens externes sont à placer uniquement dans une section « Liens externes », à la fin de l'article. Ces liens sont à choisir avec parcimonie suivant les règles définies. Si un lien sert de source à l'article, son insertion dans le texte est à faire par les notes de bas de page.
- La présentation des références doit suivre les conventions bibliographiques. Il est recommandé d'utiliser les modèles {{Ouvrage}}, {{Chapitre}}, {{Article}}, {{Lien web}} et/ou {{Bibliographie}}. Le mode d'édition visuel peut mettre en forme automatiquement les références.
- Insérer une infobox (cadre d'informations à droite) n'est pas obligatoire pour parachever la mise en page.

Pour une aide détaillée, merci de consulter Aide:Wikification.
Si vous pensez que ces points ont été résolus, vous pouvez retirer ce bandeau et améliorer la mise en forme d'un autre article.
Un souk (en arabe : سوق) est, dans le monde arabe, un marché forain éphémère, généralement hebdomadaire. C’est aussi un lieu de transactions commerciales. Il est presque toujours en plein air ; seuls certains souks des médinas sont parfois couverts. Son équivalent en persan ou turc est bazar tandis qu’en tamazight (berbère), il est appelé ameznaz (lieu de vente), ulzuz ou anmugger et en espagnol zoco.

## Histoire
Il existe des souks ruraux et des souks urbains. On y trouve tout ce dont les populations d'une société traditionnelle ont besoin. Les gens y viennent généralement pour s'approvisionner mais les campagnards y écoulent également les surplus de leur modeste production ou encore certains produits de plus forte valeur ajoutée, tels que le bétail, en cas de besoin d'argent liquide.
Les commerces y sont généralement organisés par quartiers et par branches commerciales suivantes : l'alimentation, l'habillement, l'équipement, les produits ruraux bruts, l'artisanat rural et les services. Les produits commercialisés reflètent bien le niveau de vie des zones où se tient le souk.
Dans les souks, il faut généralement marchander, c'est-à-dire que les prix ne sont pas fixes et qu'il est possible de discuter avec le vendeur pour trouver un prix qui convienne. Les souks contiennent des boutiques, mais également des ateliers et parfois des habitations.
Par analogie, un « souk » désigne aussi un lieu où règne le désordre, le bruit.

## Quelques exemples notables
- Algérie

Toutes les villes d'Algérie connaissent leur propre marché populaire, ils font partie intégrante des cultures locale et urbaines, parmi eux : 
- le souk d'Aflou connu pour la vente de tapis traditionnels amazighs rouges artisanaux.
- le souk d'Alger situé dans la casbah d'Alger inscrite sur la liste du patrimoine mondial de l'UNESCO est connu pour sa vente de fruits et légumes frais amenés de la plaine de la Mitidja. Il essentiellement connu pour ses artisans traditionnels mais aussi pour la présence incroyable de nèfle.
- le souk de Constantine situé dans la médina de la ville est nommé souk el assaar. Il est connu pour les importantes étales de tissus et de vêtements mais aussi réputé pour les nombreux dinandiers de Constantine.
- le souk de Ghardaïa situé dans la vallée du M'zab inscrite sur la liste du patrimoine mondial de l'UNESCO, reconnu pour sa vente d'objet artisanaux et produit locaux comme les tapis amazighs du M'zab, les épices, la laine, les truffes du Sahara, les deglet nour, les fruits et légumes mais aussi des remèdes naturels vendus par des herboristes.
- le souk de Tamanrasset accueillant chaque jour les communautés touarègues, arabes, haratine, subsaharienne, ce qui crée une incroyable diversité de produit sur les étals du souk.

- Égypte
  - le souk Khan el Khalili au Caire.
  - le souk de Louxor.
  - le souk d'Assouan.
- Émirats arabes unis : le souk de l'or à Dubaï
- Liban : les souks de Beyrouth
- Maroc
  - Dans toutes les médina du Maroc, vous trouverez d'innombrables souks spécialisés dans la vente de différents produits. Ci-dessous, quelques-uns des souks les plus intéressants à Fés[3] :
    - Souk de l’henné : Depuis plusieurs siècles, ce souk s'est imposé comme le marché des produits cosmétiques et pharmaceutiques traditionnels. Le produit vedette des étals est celui qui donne son nom au souk, l'henné, largement utilisé par les femmes marocaines pour colorer leurs mains et leurs cheveux.
    - Souk Attarine : Autrefois spécialisée dans les épiceries et les produits pharmaceutiques, il a aujourd'hui perdu une grande partie de ses anciens magasins. Malgré cela, il continue d'être l'un des plus populaires grâce à la variété d'épices que l'on peut trouver dans ses étals.
    - Souk Nejjjarine : Situé à côté du Musée d'Art et d'Artisanat du Bois, le souk Nejjjarine abrite de nombreux menuisiers.
    - Souk Sekkatine : Le nom de ce souk vient de sa spécialisation dans la production et la vente d'équipements pour chevaux et mules.
    - Souk Bellagine : Bien qu'il ait beaucoup changé, le souk Bellagine était occupé par des artisans qui fabriquaient des serrures et des chaussures en bois.
    - Souk Chemainne : Autrefois un centre de production et de vente de bougies, son activité se concentre aujourd’hui sur la vente de fruits secs.

  - Aussi dans les autres villes historiques abrite plusieurs souks, on y retrouve tous les produits imaginables, allant des épices, en passant par les articles en cuir, jusqu’aux babouches et aux aliments.
    - Marrakech
    - Meknès
    - Tanger
    - Tétouan
    - Essaouira
    - Taroudant
    - Casablanca

- Syrie : le Souk d'Alep
- Tunisie : les souks de Tunis

## Galerie

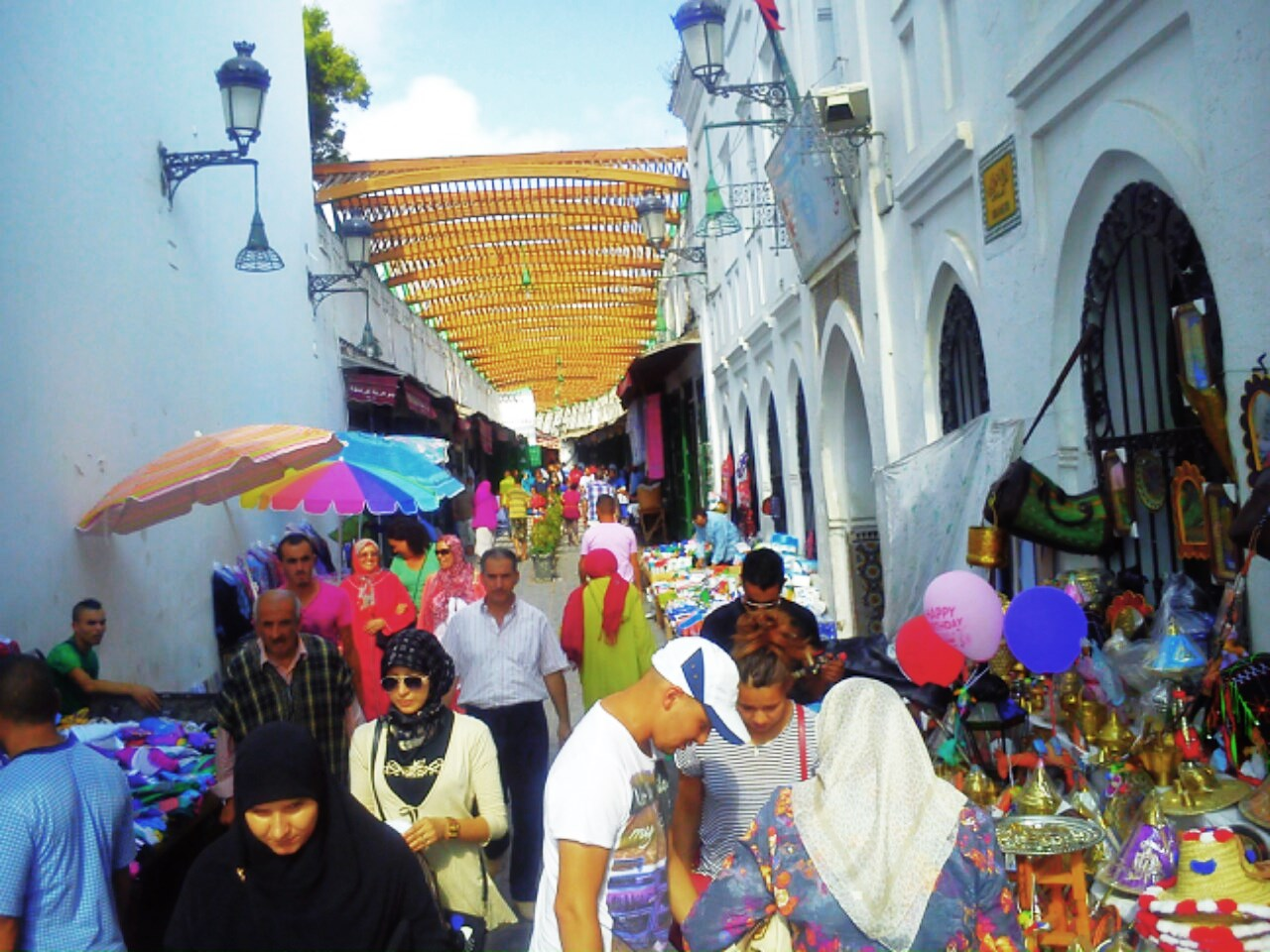
Souk à Tétouan au Maroc
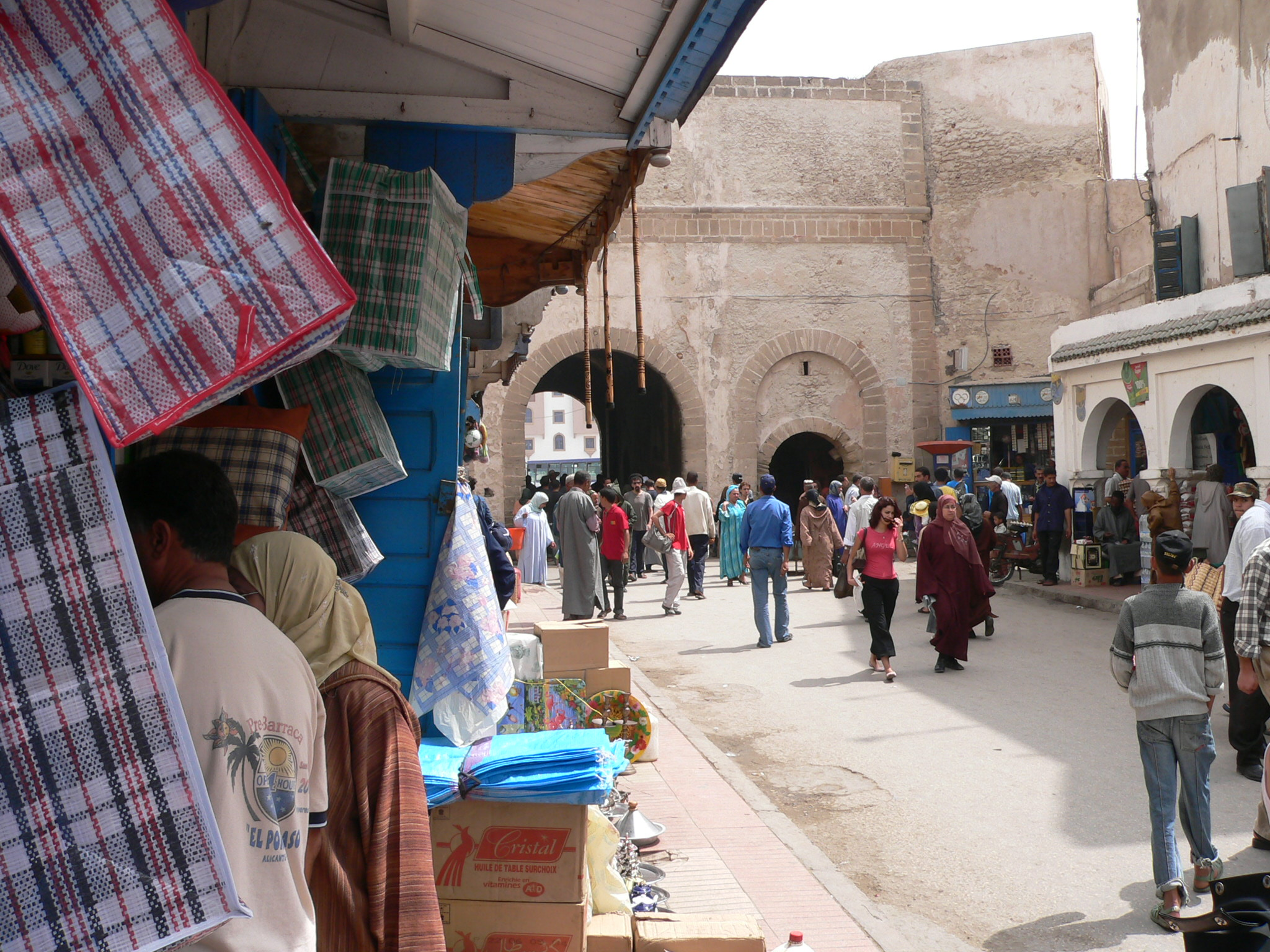
Entrée de la médina d'Essaouira au Maroc
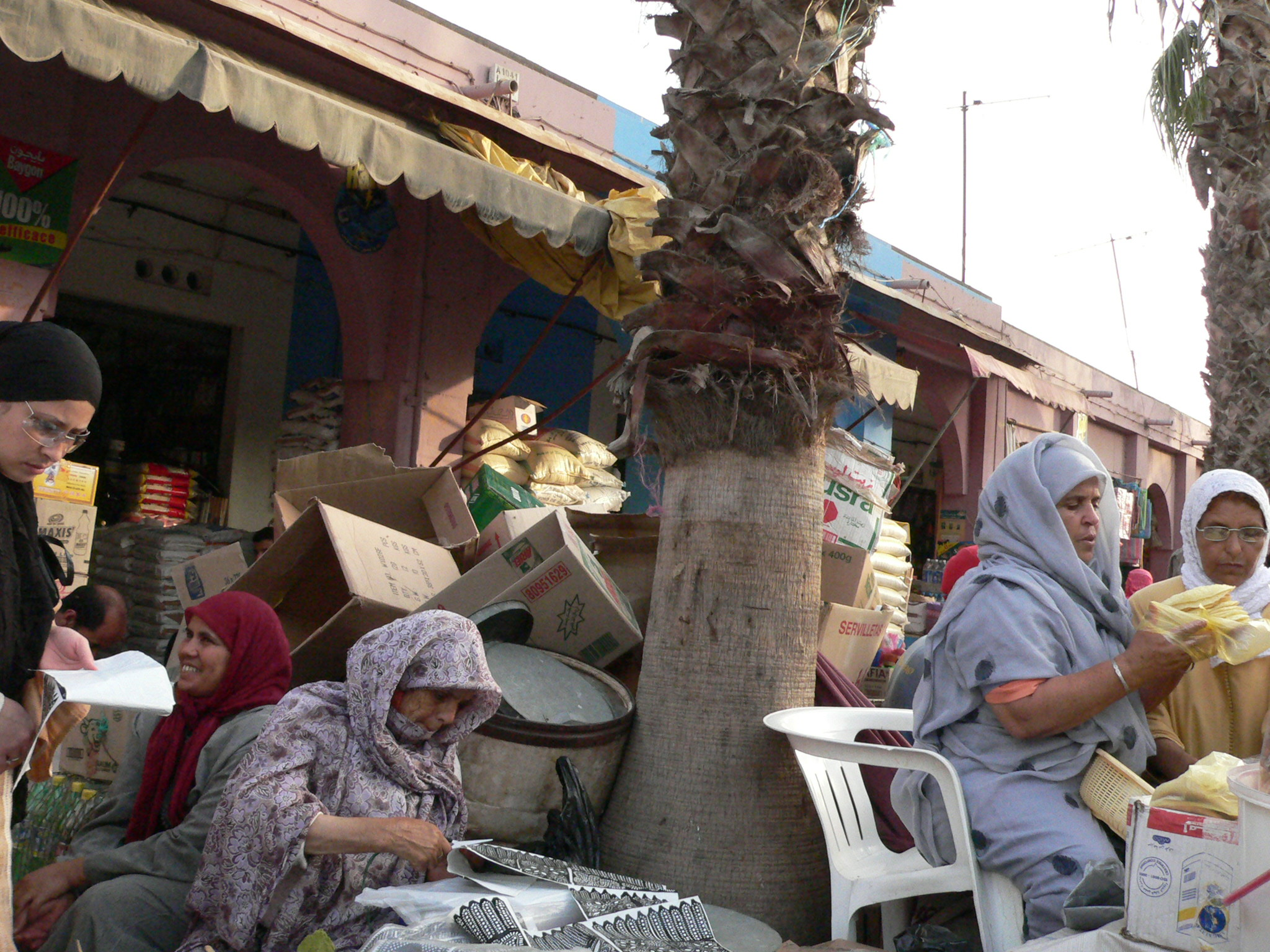
Souk à Agadir au Maroc
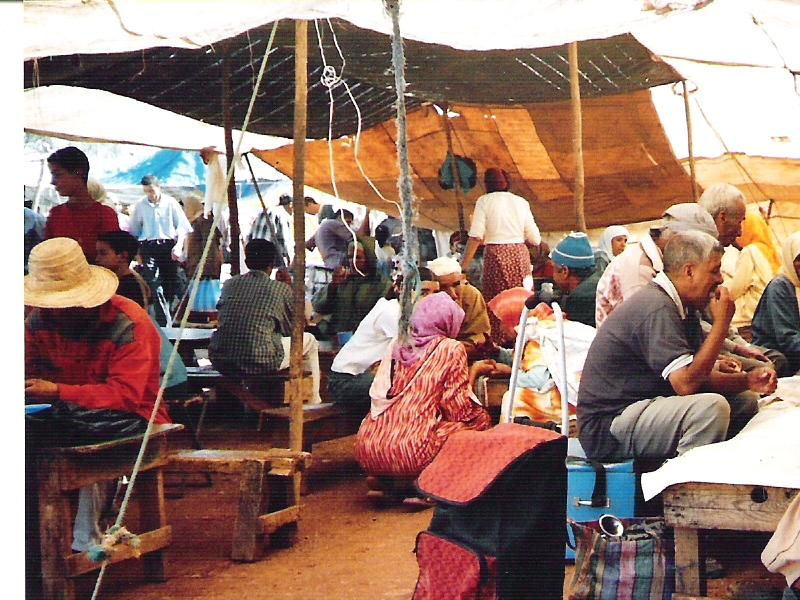
Souk hebdomadaire dans la région de Khénifra au Maroc
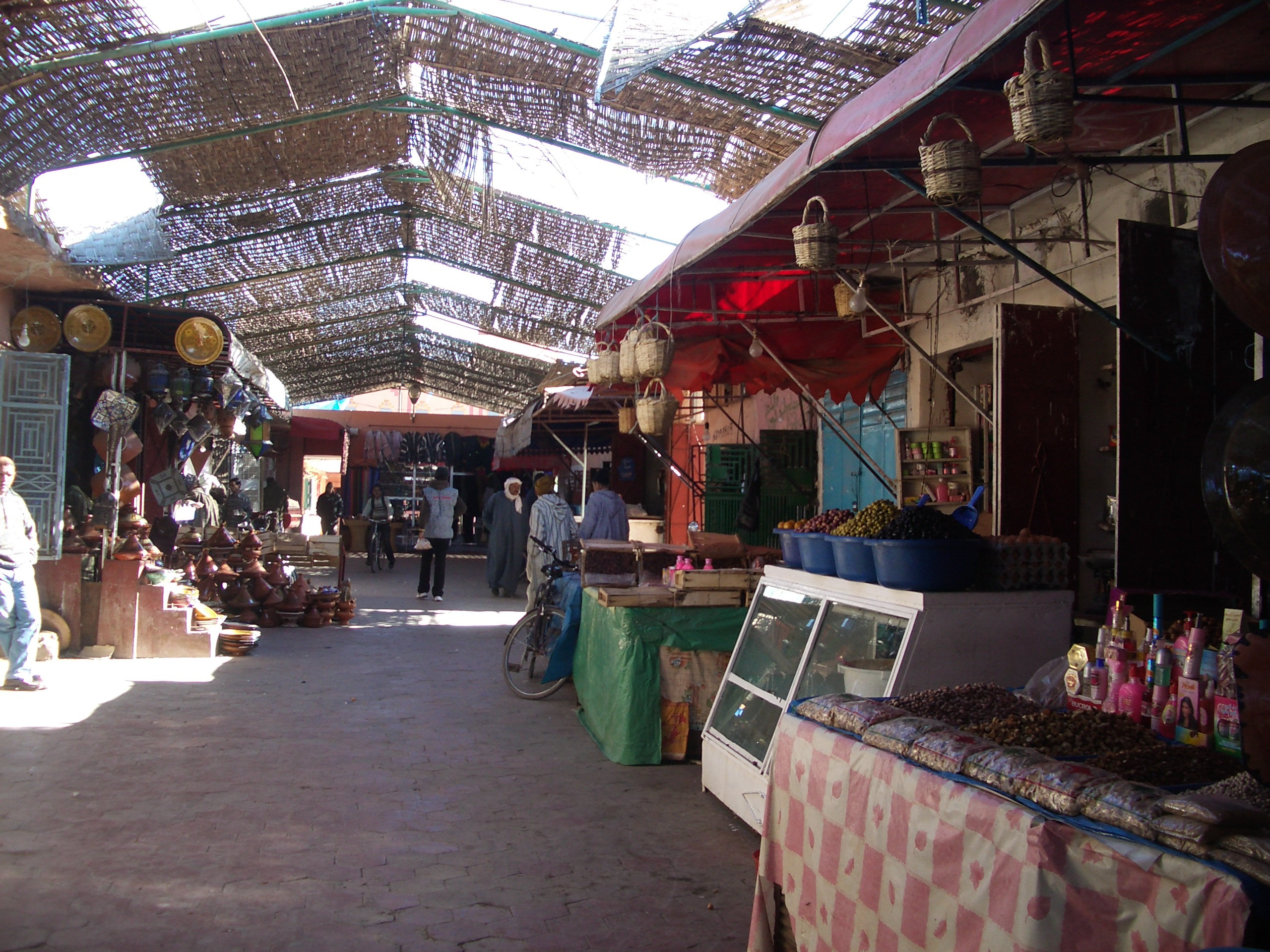
Souk à Ouarzazate au Maroc
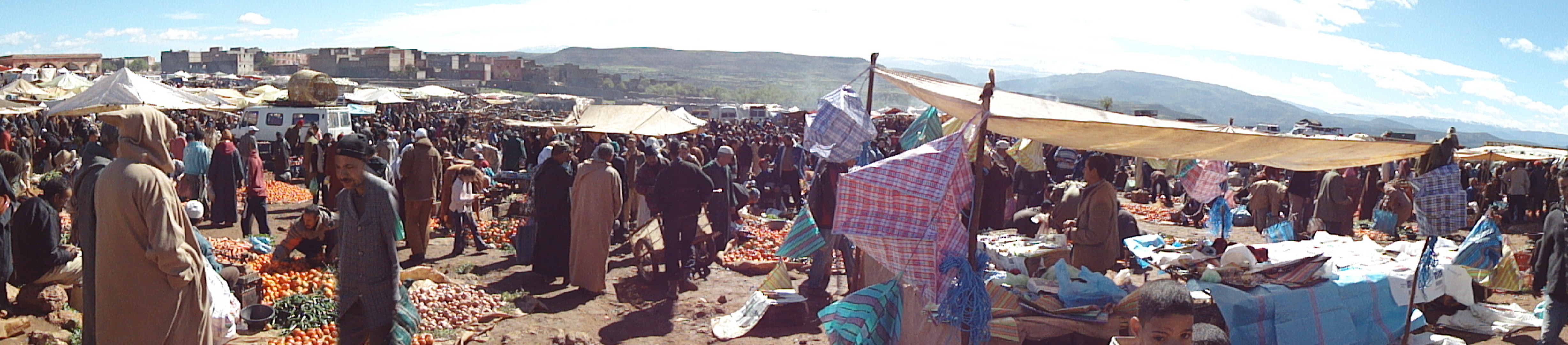
Souk hebdomadaire de Tanant dans la région de Azilal au Maroc
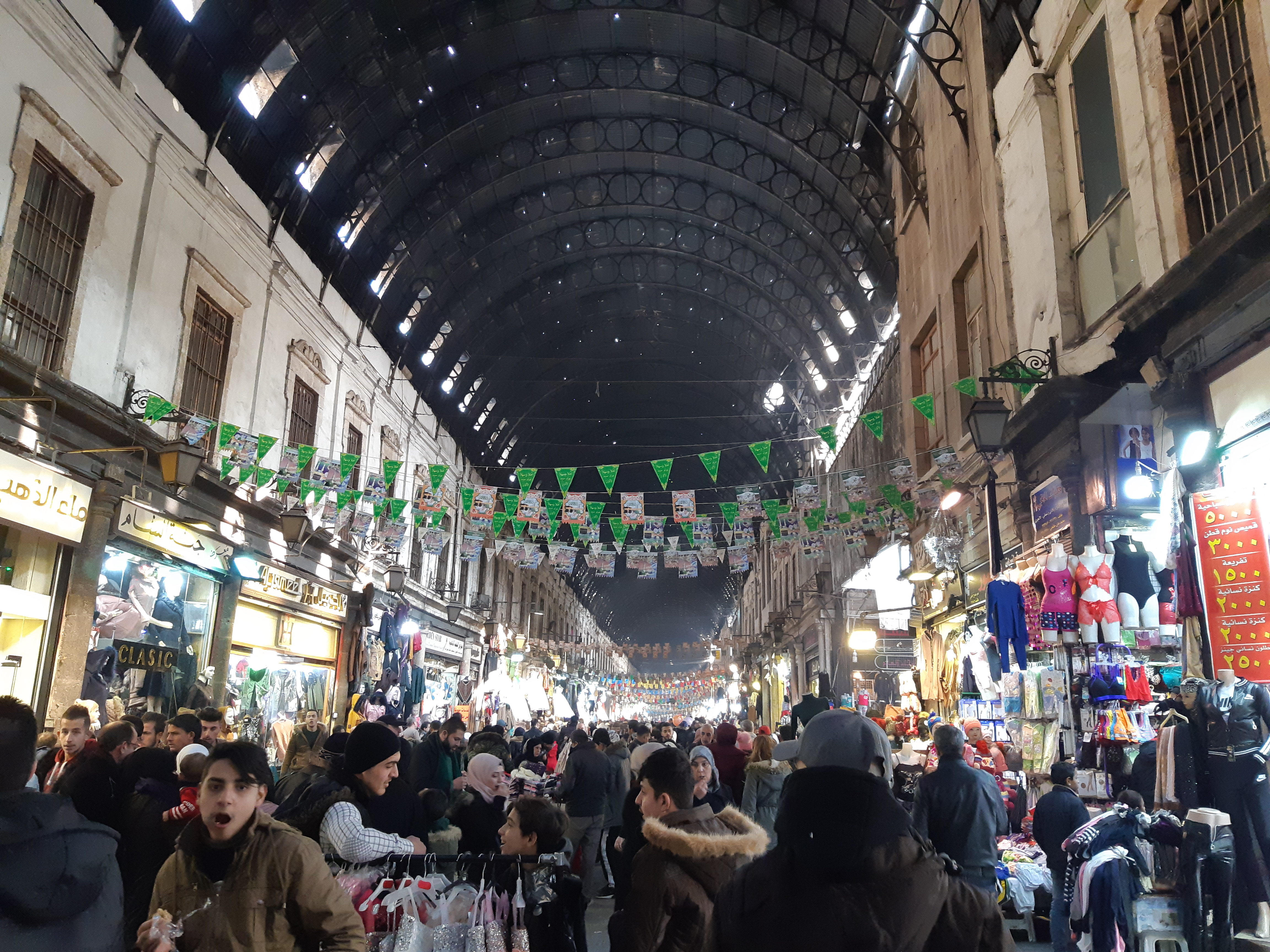
Souk à Damas
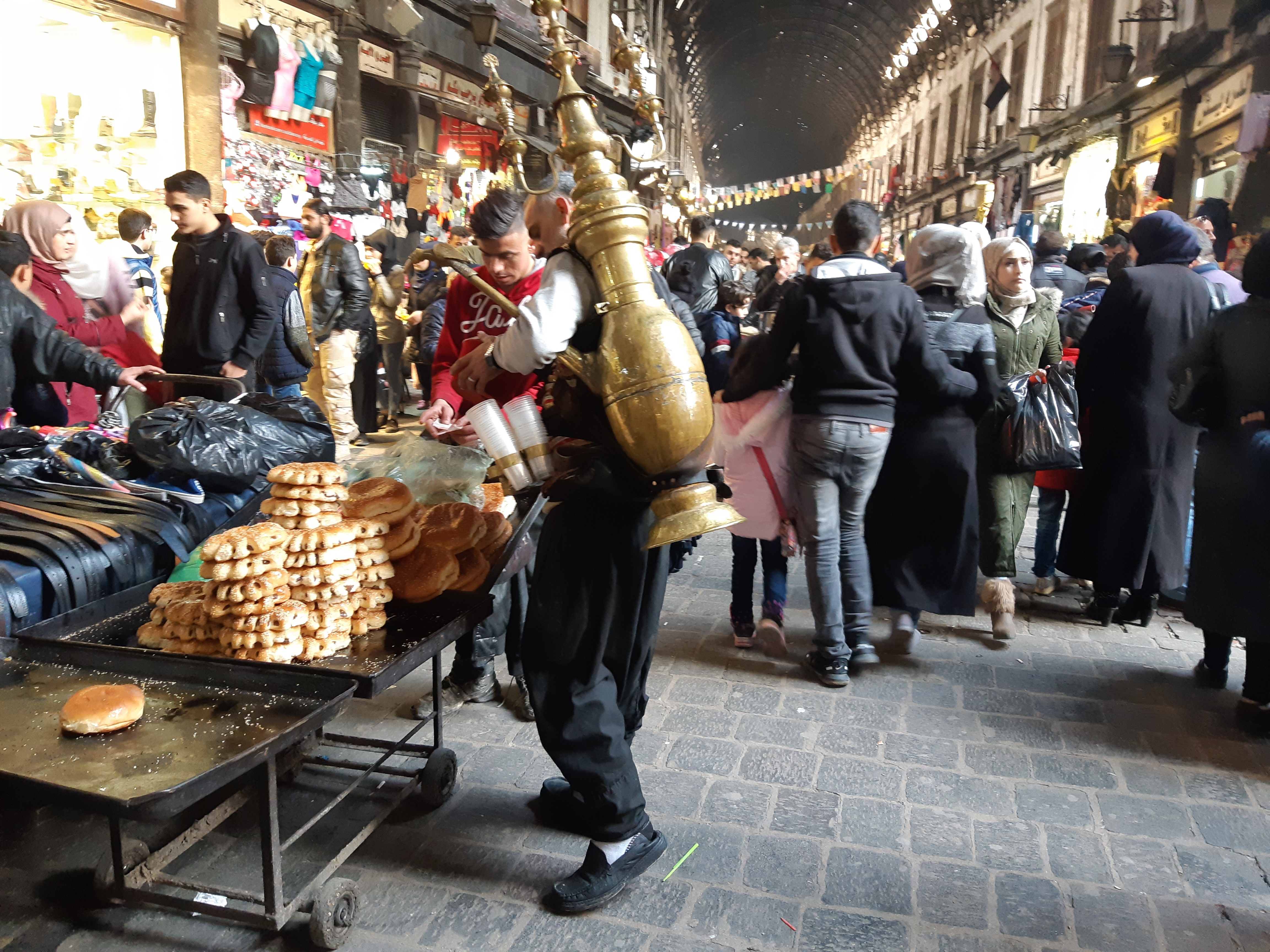
Souk Al-Hamidiyoh
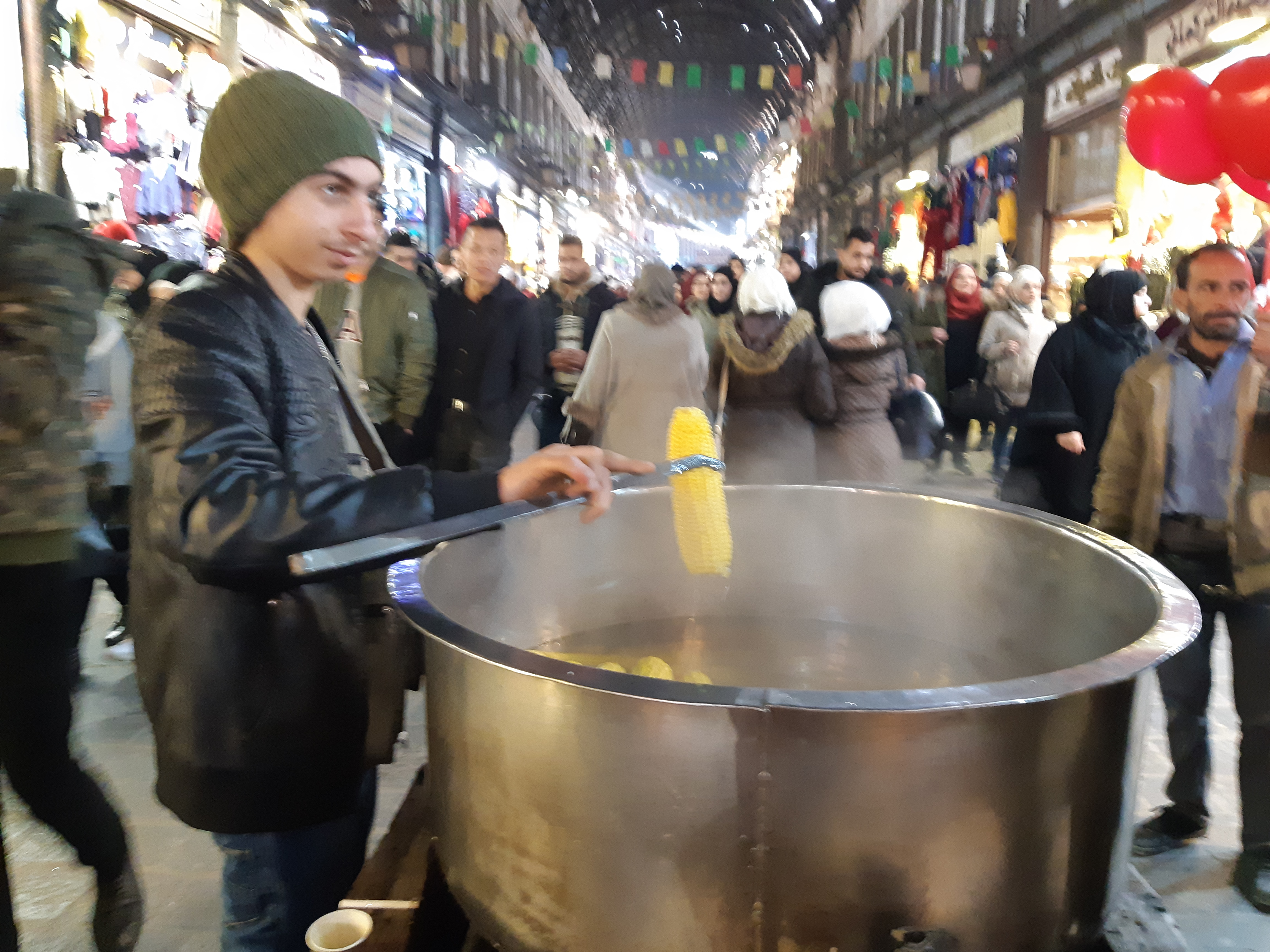
Vendre du maïs dans souk
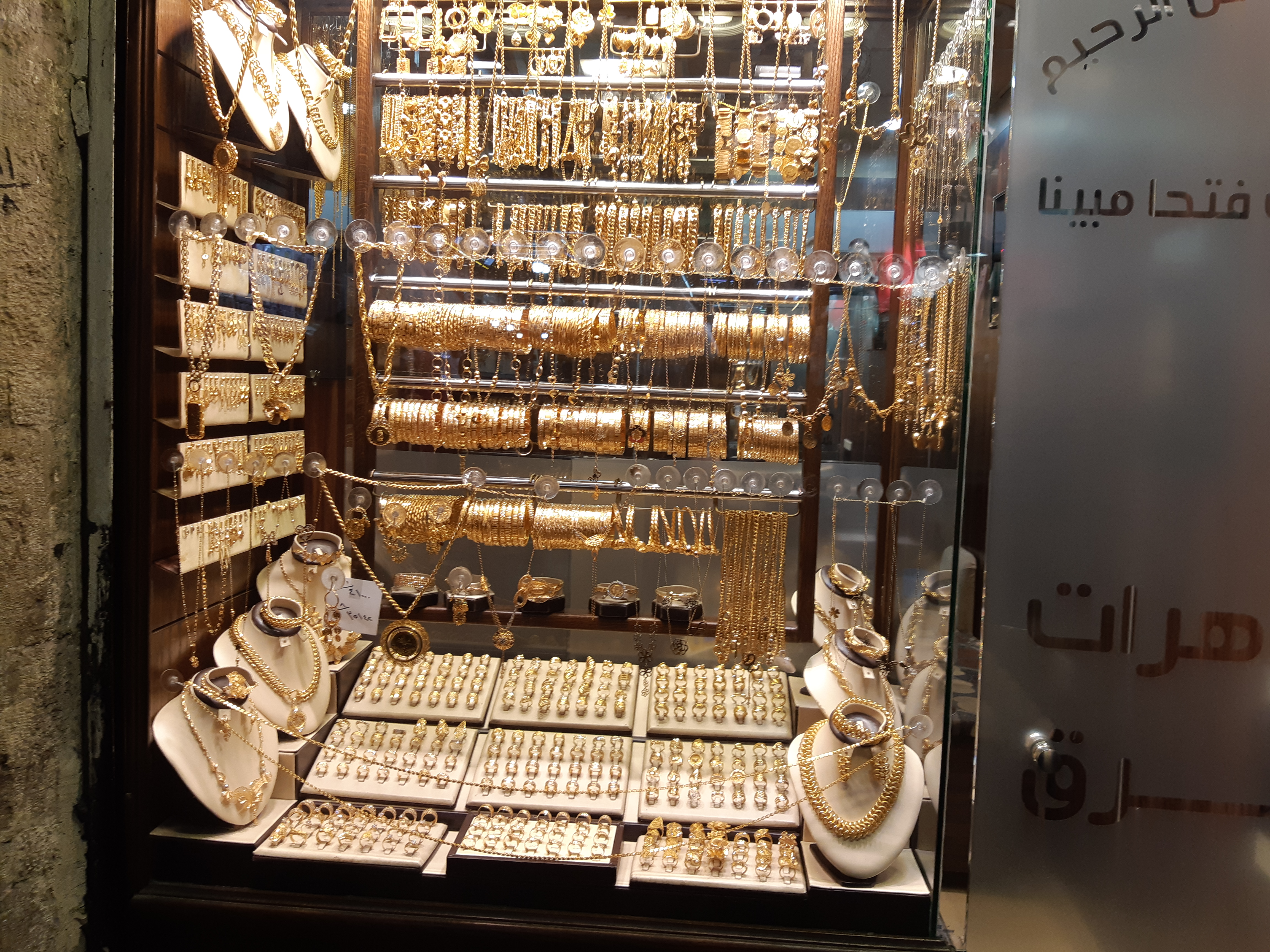
Vitrine de bijoux en or